# Cratere Natasha
Natasha è un cratere lunare di 10,98 km situato nella parte nord-occidentale della faccia visibile della Luna.